# Пенджаб (Пакистан)
Вижте пояснителната страница за други значения на Пенджаб.
Пенджаб е провинция в Пакистан. Площта ѝ е 204 668 квадратни километра и население 110 017 465 души (по преброяване от март 2017 г.).. Столицата е Лахор.

## География
Пенджаб е втората по големина провинция след Белуджистан с площ от 205 344 км². Разположена е в североизточната част на страната. Близо 60% от пакистанците живеят в провинцията, която освен най-многочислена (над 92 милиона души) е и най-гъстонаселената (397 души на кв. километър).
Релефът е равнинен, доминиран от плодородни речни долини. През провинцията от север на юг текат пет големи реки – Инд, Сутледж, Ченаб, Рави и Джелам. В югоизточната част на Пенджаб се намира пустинята Тар.
Климатът на Пенджаб е разнообразен. Зимите обикиновено са студени, с чести валежи. Пролетта продължава до средата на април, след което идва времето на горещото лято. Юни и юли с анай-горещите месеци в годината, когато температурата често достига до 46 °С. Температурен рекорд е регистриран през 1993 в Мултан, когато са измерени 54 °С. През август започва дъждовния сезон, известен като барсат, който носи някакво облекчение, но лятото продължава с пълна сила чак до края на октомври. Някои от по-големите градове на провинцията са Фейсалабад, Гуджранвала и Гуджрат.

## Административно деление
Провинцията е разделена на 35 окръга.